# Harm Kuipers
Harm Kuipers (* 22. November 1947  in Norg, Drenthe) ist ein ehemaliger niederländischer Eisschnellläufer. 
Nach dem Gewinn der Silbermedaille bei der Mehrkampfweltmeisterschaft 1974 wurde Kuipers 1975 in Oslo Weltmeister. 
Kuipers studierte zeitgleich zu seiner Eisschnelllaufkarriere Medizin an der Universität in Groningen. Deshalb verzichtete er auf eine Teilnahme an den Olympischen Spielen 1972. 
Kuipers arbeitet seit 2000 als medizinischer Ratgeber für die ISU. Von 2000 bis 2003 war er auch bei der WADA beschäftigt. Er ist ferner Mitglied der medizinischen Kommission beim IOC.